# Miedzna Drewniana
Miedzna Drewniana [ˈmjɛd͡zna drɛvˈɲana] es un pueblo ubicado en el distrito administrativo de Gmina Białaczów, dentro del distrito de Opoczno, Voivodato de Łódź, en Polonia central. Se encuentra aproximadamente a 3 kilómetros al noroeste de Białaczów, a 8 kilómetros al sur de Opoczno, y a 76 kilómetros al sureste de la capital regional Lodz.